# Phill Nixon
Phill Nixon (* 13. März 1956 in Durham; † 9. August 2013) war ein englischer Dartspieler.
Bei der BDO-Weltmeisterschaft sorgte er 2007 für Aufsehen, als er als Qualifikant das Finale erreichte. Im Endspiel lag er gegen den späteren Weltmeister und Weltranglisten-Ersten Martin Adams zunächst mit 0:6 hinten. Nach einer Pause konnte er vorübergehend auf 6:6 ausgleichen, bevor er den letzten und entscheidenden Satz verlor und am Ende WM-Zweiter wurde.
Nixon war ein ansonsten eher unauffälliger Spieler, der stets als Qualifikant an großen Turnieren teilnahm. Im Juli 2013 wurde bei Nixon ein Krebsleiden diagnostiziert. Er erlag seiner Krankheit einen Monat später und hinterließ eine Frau und acht Kinder.

## Weltmeisterschaftsresultate
- 2007: Finale (6:7-Niederlage gegen  Martin Adams)
- 2008: 1. Runde (0:3-Niederlage gegen  Martin Adams)